# Cronologia del cristianesimo del I secolo
Sulle date degli eventi della storia del cristianesimo nel I secolo vi sono pochissime informazioni. Alcuni eventi, tuttavia, si possono datare precisamente o con un'approssimazione di pochi anni (tra questi la nascita e la morte di Gesù, il martirio dell'apostolo Giacomo, l'incendio di Roma, la distruzione di Gerusalemme). Da questi si estrapolano, con un minore grado di certezza, le possibili date degli altri eventi.
Le fonti principali da cui si ricostruisce la cronologia degli eventi sono il Nuovo Testamento e gli scritti dei primi cristiani. Va detto che alcuni rifiutano l'attendibilità di questi scritti, e di conseguenza l'intera cronologia qui riportata.

## Cronologia
- 7-4 a.C.: Nascita di Gesù a Betlemme (l'esatta data di nascita di Gesù è incerta)[1].
- 28 (secondo alcuni 26): Inizio della predicazione di Giovanni Battista e, poco tempo dopo, di quella di Gesù. Alcuni indizi sull'inizio della predicazione di Giovanni il Battista li possiamo trovare nel Vangelo secondo Luca ( 3,1) il quale dice che il ministero del Battista iniziò nel quindicesimo anno di Tiberio (14-37 d.C.), quindi si può ipotizzare l'anno 29 d.C in quanto Tiberio salì al potere come successore di Augusto nel 14.
- Primi giorni di aprile del 30 o 33: Passione di Gesù. La successione degli eventi è la seguente (l'esatta data di morte di Gesù è incerta):
  - Giovedì 6 aprile 30 o 2 aprile 33: Gesù celebra la cena pasquale con i suoi discepoli (Ultima Cena); durante la notte viene arrestato e processato dal Sinedrio.
  - Venerdì 7 aprile 30 o 3 aprile 33: Gesù viene condannato a morte da Ponzio Pilato: crocifisso verso mezzogiorno, muore alle tre del pomeriggio.
  - Domenica 9 aprile 30 o 5 aprile 33: Risurrezione di Gesù.

La verità storica della risurrezione di Gesù, delle successive apparizioni e dell'Ascensione è riconosciuta dai soli cristiani.
- aprile e maggio del 30 o 33: Apparizioni di Gesù ai suoi discepoli, a partire dalla mattina della resurrezione e per i quaranta giorni successivi[1].
- 19 maggio 30 o 15 maggio 33: Ascensione di Gesù, quaranta giorni dopo la resurrezione.
- Tra l'Ascensione e la Pentecoste: Nomina di Mattia come nuovo apostolo, in sostituzione di Giuda Iscariota.
- 28 maggio 30 o 24 maggio 33: Pentecoste. Inizio della predicazione pubblica di Pietro e degli altri apostoli. 3000 persone si fanno battezzare e si uniscono a loro (Atti 2,1-41[2]). Nei giorni seguenti gli apostoli vengono più volte arrestati, ma continuano ugualmente a predicare (Atti 4,1-22;5,17-42[3]).
- 31 o 34: Secondo una tradizione, Maria muore (o si addormenta) a Gerusalemme un anno dopo la morte di Gesù. Secondo un'altra tradizione, invece, Maria vive ancora per molti anni e muore ad Efeso, dove si è trasferita con l'apostolo Giovanni.
- 36: I dodici apostoli eleggono i sette che saranno in seguito chiamati diaconi: Stefano, Procoro, Filippo, Nicanore, Timone, Parmenas, Nicola.
- 36-38: Prima ondata di persecuzioni. Stefano viene lapidato: è il primo martire cristiano (Atti 6,8-15;7[4]). I cristiani fuggono da Gerusalemme e iniziano a diffondersi in altre città.
- 38: conversione di Paolo di Tarso (Atti 9,1-30[5]).
- Poco prima del 44: Nasce la chiesa di Antiochia di Siria, di lingua greca e aperta ai pagani, che viene affidata da Paolo al levita Barnaba di Cipro. Qui per la prima volta i seguaci di Gesù vengono chiamati "cristiani" (Atti 11,26[6]).
- 44: Seconda ondata di persecuzioni. Giacomo il Maggiore viene ucciso per ordine di Erode Agrippa: è il primo degli apostoli a morire. Anche Pietro viene arrestato, ma riesce a fuggire (Atti 12,1-19[7]). La guida della comunità passa quindi all'altro Giacomo, detto "fratello di Gesù" e "giusto"[8].
- 44-58: Viaggi missionari di Paolo.
- 49 o 50: Concilio di Gerusalemme. Vi partecipano gli apostoli, e Paolo e Barnaba in rappresentanza della chiesa di Antiochia. Si sancisce definitivamente che i convertiti dal paganesimo non sono tenuti ad aderire all'ebraismo.
- 50: Paolo a Corinto.
- 50 circa: l'imperatore Claudio espelle i Giudei da Roma (Atti 18,2[9]). Svetonio (70-126) ne attribuisce il motivo a disordini "causati da un certo Chrestos" (Cristo). Questa è ritenuta una delle più antiche menzioni di Gesù da fonti non cristiane.
- 50 circa: Inizia probabilmente in questi anni la messa per iscritto degli atti e delle parole di Gesù, che si tramandavano per via orale. Da questi scritti (protovangeli) gli evangelisti trassero materiale per la composizione dei quattro vangeli canonici.
- 50-51: Paolo scrive la Prima lettera ai Tessalonicesi. È ritenuto il testo più antico del Nuovo Testamento.
- 58: Paolo prigioniero a Cesarea e Pietro forse guida la comunità di Roma.
- 60: A Patrasso muore martire l'apostolo Andrea.
- 62: Terza ondata di persecuzioni, molto più intensa, contro la comunità di Gerusalemme. Giacomo il Giusto, capo della comunità, viene condannato a morte e la comunità si disperde. Alcuni fuoriusciti si rifugiano in Asia Minore, dove danno vita a nuove chiese locali o rinfoltiscono quelle già esistenti[8].
- luglio del 64: Incendio di Roma. I tre quarti di Roma vengono bruciati. L'imperatore Nerone ne attribuisce la colpa ai cristiani e scatena una violentissima persecuzione. Di questi fatti è data cronaca da Tacito (55-117).
- 64-68: Martirio di Pietro e di Paolo a Roma. Lino (m. 77) succede a Pietro come vescovo di Roma.
- 65-70: Stesura del Vangelo secondo Marco, ritenuto il più antico dei quattro vangeli canonici.
- 70: Assedio e distruzione di Gerusalemme ad opera dell'imperatore Tito.
- 70-80: Stesura dei Vangeli di Matteo e Luca.
- 77-88: Anacleto è vescovo di Roma succedendo a Lino.
- 81-96: Governo dell'imperatore Domiziano: Giovanni è esiliato a Patmo.
- 89-97: Clemente è vescovo di Roma. La lettera di Clemente alla comunità di Corinto risulta essere uno dei documenti più antichi del cristianesimo primitivo.
- 90-100: Stesura del Vangelo secondo Giovanni e dell'Apocalisse.
- 98-105 - Evaristo vescovo di Roma.
- 100 circa - Muore Giovanni, l'ultimo sopravvissuto dei quattro evangelisti.